# José Rangel Espinosa
José Rangel Espinosa es un mexicano, miembro del Partido Revolucionario Institucional. De 2012 a 2015 se desempeñó como diputado federal por la mayoría relativa del Partido Revolucionario Institucional en la Cámara de Diputados. Se le consideraba cercano a Emilio Chuayffet y al Grupo Atlacomulco. Es originario del municipio de San José del Rincón, Estado de México.

## Polémica

### Charolaen auto de lujo
Rangel Espinosa acaparó la atención tras la publicación de una fotografía en que aparece un vehículo de lujo, un Mercedes-Benz modelo E 500 convertible 2011, con permiso provisional vencido y una imitación de las "charolas de diputado" en lugar de placas. Argumentó que es un auto de colección "sólo para fines de semana" que fue adquirido por su hijo, quien no puede conducir a causa de una discapacidad.
La placa fue retirada tras la publicación de la imagen.

### Ausencias
Durante su período como diputado presentó 20 ausencias y 2 retardos.